# Natuzza Evolo
Fortunata Evolo, detta Natuzza (Paravati di Mileto, 23 agosto 1924 – Paravati di Mileto, 1º novembre 2009), è stata una mistica italiana. Il 7 aprile 2019 è stata proclamata serva di Dio dalla Chiesa cattolica.

## Biografia
Fortunata Evolo detta Natuzza (un diminutivo diffuso in Calabria, derivato a sua volta da Nata) nacque a Paravati, una frazione del comune di Mileto (VV). Il padre, Fortunato, qualche mese prima che lei nascesse, nella speranza di poter contribuire economicamente al sostegno familiare, era emigrato in Argentina, da dove non sarebbe tornato mai più, formando una nuova famiglia. La madre, Maria Angela Valente, rimasta sola con numerosi figli da accudire, si adattò ai lavori più umili per sfamare la famiglia. La sua condotta fu particolarmente chiacchierata in paese. La bambina non ricevette una particolare formazione religiosa, anche perché Natuzza cercò di aiutare la madre ad accudire gli altri fratelli, senza poter frequentare regolarmente la scuola e restando analfabeta. A 14 anni, andò a lavorare come domestica in casa dell'avvocato Silvio Colloca. Dopo poco tempo Natuzza fu al centro di presunti fenomeni paranormali, quali la visione di persone defunte. Nel 1941 Natuzza si licenziò, andando a vivere presso la nonna materna, e poi pensò di farsi suora, ma venne sconsigliata perché protagonista di tutti quegli episodi considerati "inquietanti". La madre decise un matrimonio combinato con un giovane, figlio di amici, di professione falegname, che in quel momento prestava servizio nell'esercito. Trovandosi lo sposo in guerra, il matrimonio (officiato con rito civile) avvenne per procura il 14 agosto 1943. La coppia ebbe cinque figli.
Su sua ispirazione si costituì nel 1987 un'associazione (poi diventata fondazione, presso cui Natuzza avrebbe poi trascorso il resto della sua vita) con l'obiettivo di creare a Paravati un complesso che comprendesse un santuario mariano, strutture per l'assistenza medica e centri per giovani, anziani, disabili, tra cui, già realizzati, il centro anziani "Pasquale Colloca" e quello per i servizi alla persona "San Francesco di Paola". Ispirati da Natuzza e dalla sua testimonianza di fede sorsero inoltre, dal 1994, dei "Cenacoli di preghiera". Il 9 aprile 2007 Rai International trasmise da Paravati di Mileto lo spettacolo Notte degli angeli, a lei dedicato, organizzato dal promoter musicale Ruggero Pegna e condotto da Lorena Bianchetti, ispirato al libro Miracolo d'amore (Rubbettino Editore), storia della guarigione dello stesso Pegna dalla leucemia. Il 7 giugno 2008 l'Unione cattolica stampa italiana la insignì del premio Affabulatore d'oro per la sua straordinaria dote di "comunicatrice di Verità". Nell'ultima intervista rilasciata nell'ottobre del 2009, invitò i giovani a cercare la visione del Volto di Cristo e di Maria Vergine per poter edificare un mondo nuovo. Morì all'età di 85 anni a causa di un blocco renale, alle 5 di mattina del 1º novembre 2009, nel centro per anziani da lei fondato con le offerte dei fedeli.

## Esperienze mistiche

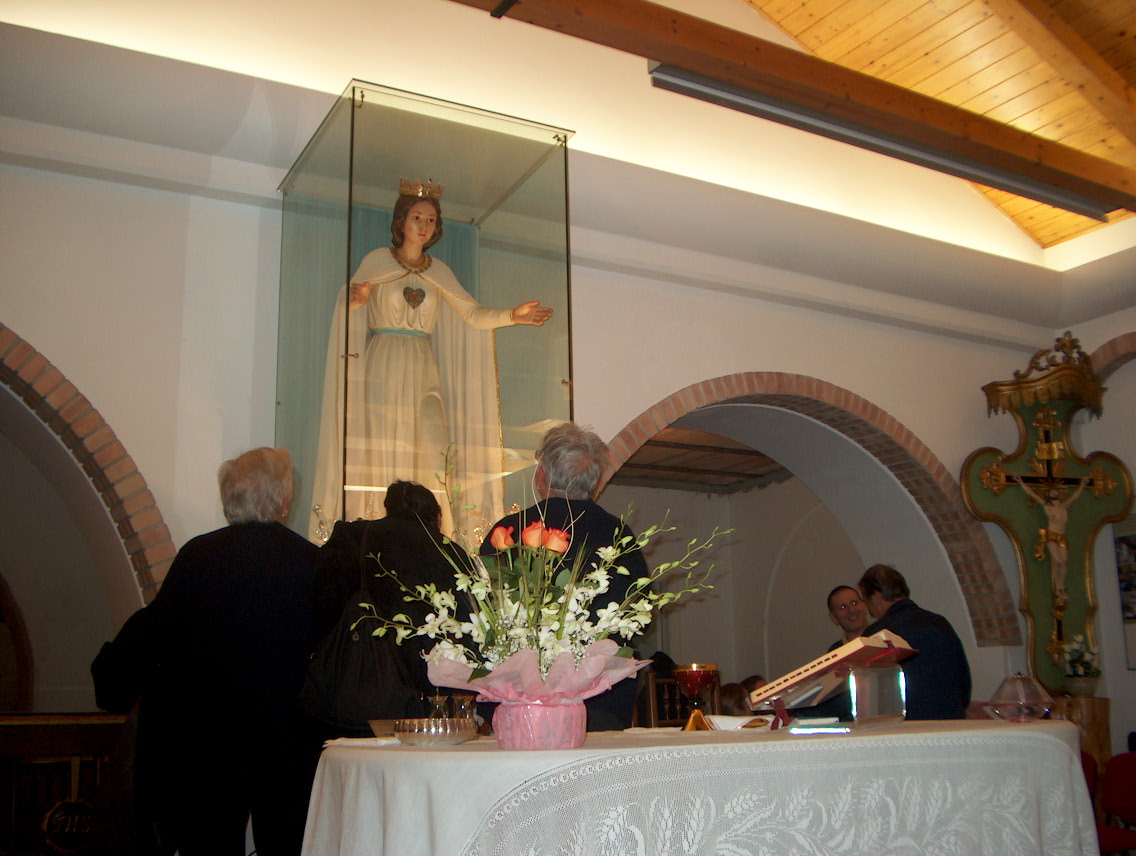
Madonnina di Natuzza Evolo

Durante il corso della sua vita avrebbe avuto esperienze mistiche di diverso tipo:
- Visioni estatiche, durante le quali parlava con Gesù Cristo, la Madonna, gli angeli, i santi e i defunti[8].

- Bilocazioni, iniziate nel 1939 e quasi sempre documentate da testimoni[9]. Particolarmente degna di nota la bilocazione con Padre Pio[10].

- Effusioni ematiche denominate emografie[11], costituite da immagini di carattere sacro oppure scritte religiose in diverse lingue, che Natuzza non poteva conoscere essendo analfabeta[8]. Tali immagini restavano spesso impresse su tessuti di qualunque tipo quando venivano a contatto con la mistica. Il fenomeno è stato testimoniato anche da medici, che lo avevano osservato mentre si verificava[12].

- Stigmate, che comparivano in modo graduale durante la Settimana Santa di ogni anno, causandole dolori atroci, e cominciavano a cicatrizzarsi dopo Pasqua[13]. Alle 15 del Venerdì santo, ora della morte di Gesù, il suo cuore, sotto il controllo dei medici, si fermava per una decina di minuti[14].

- Secondo svariate testimonianze avrebbe avuto il dono della cosiddetta illuminazione diagnostica[15][16]. Per decine di anni ricevette presso la sua abitazione numerosissime persone provenienti da tutto il mondo per incontrarla, principalmente nella speranza di avere notizie dell'aldilà dai propri defunti[17] o indicazioni sulle proprie malattie[18].

- Per tutta la vita Natuzza Evolo vide i defunti quotidianamente, come tutti noi vediamo la gente che ci circonda[19]. Il fenomeno era cominciato verso i quattordici anni, in casa dei Colloca, e inizialmente l'aveva spaventata molto. I Colloca avevano mostrato incredulità di fronte a questi racconti, Natuzza però descriveva loro le persone che vedeva, riferendone le parole e specificandone i nomi e i cognomi, e i defunti venivano riconosciuti come parenti dei Colloca oppure come persone che erano vissute a Mileto[20], e chiedevano preghiere interessandosi inoltre alle vicende dei loro familiari e dando consigli per il loro benessere spirituale e fisico. In seguito il fenomeno diventò quotidiano, e i defunti riferivano a Natuzza cose che lei, e spesso anche i familiari, non potevano sapere e che risultavano assolutamente vere[21]. In molti si offrivano di pagarla ma lei rifiutava sempre, pur vivendo nel bisogno, e rispondeva: "Se volete fare un'offerta andate in chiesa e datela al Signore"[22].

- A volte Natuzza cadeva in uno stato di sonno profondo, e la sua voce diventava quella che i defunti avevano quando erano vivi, i parenti presenti riconoscevano la voce dei propri cari scomparsi e potevano dialogare con loro; quando si trattava di defunti di altre nazionalità, parlavano nella loro lingua, in francese, in inglese, in turco e in altre lingue che lei certamente non conosceva[23].

Sono moltissimi i casi di guarigioni avvenute in seguito all'interessamento di Natuzza, anche riguardanti malattie gravissime che all’improvviso scomparivano lasciando i medici stupefatti. Natuzza non amava parlare di quest'argomento, temendo che le guarigioni venissero attribuite a lei, che era solo un'intermediaria fra la terra e il Cielo.
Quanto accadeva non le impediva di assolvere agli impegni familiari, diceva infatti: "Non ho mai sacrificato la famiglia anche se ricevo ogni giorno tanta gente. Mi alzo molto presto al mattino e svolgo tutte le faccende. Mai ho lasciato i miei figli senza mangiare oppure senza una camicia stirata". È stato calcolato che Natuzza dormiva circa 37 minuti al giorno, dato incompatibile con i ritmi dell'esistenza di un essere umano. 
Un episodio singolare e controverso è rappresentato dalla profezia della sua morte, che Natuzza riferì di aver ricevuto dalle anime dei defunti nel 1940, e che avrebbe dovuto avvenire il 26 luglio di quell'anno, festa dei santi Anna e Gioacchino. Natuzza era già famosa e la notizia fece accorrere quel giorno una grande folla: a un certo punto la giovane si sedette su un divano dicendo di avere sonno e cadde in uno stato di profondo torpore. I medici che le erano accanto la tenevano sotto osservazione, e non riscontrarono nulla di anomalo. Dopo alcune ore Natuzza riprese conoscenza, fu l'unica volta che un messaggio dei defunti si rivelò sbagliato. Le reazioni furono diverse, la giovane stessa era stupita, i suoi estimatori erano sconcertati, contenti del mancato trapasso ma anche delusi, i suoi detrattori erano soddisfatti perché la consideravano solo un'isterica. In seguito la vita di Natuzza riprese rapidamente come al solito, e le manifestazioni clamorose e documentate di cui era ogni giorno protagonista fecero dimenticare l'episodio.
Un approccio scientifico alla fenomenologia legata a Natuzza Evolo è quello effettuato da Valerio Marinelli, ingegnere nucleare, ricercatore del CNEN e insegnante universitario, autore di un'opera monumentale, in dieci volumi, sulla mistica di Paravati, alla quale ha dedicato anche il recente "Natuzza fra scienza e fede". Anche il gesuita Bartolomeo Sorge ha testimoniato i doni spirituali di Natuzza, in seguito ad alcuni colloqui avuti con la mistica.

## Processo di beatificazione
A fine 2014 il vescovo Luigi Renzo, ex titolare della diocesi di Mileto, dopo aver aperto l'inchiesta diocesana, ha presentato la pratica alla Congregazione delle Cause dei Santi per le fasi successive nell'iter di beatificazione. Nel novembre 2018 Papa Francesco ha autorizzato la Congregazione stessa all'avvio del processo di beatificazione. Il 6 aprile 2019 nella spianata della Villa della Gioia a Paravati, dopo una solenne concelebrazione, con l'insediamento del tribunale diocesano si è ufficialmente aperto il processo di beatificazione.

### La fondazione

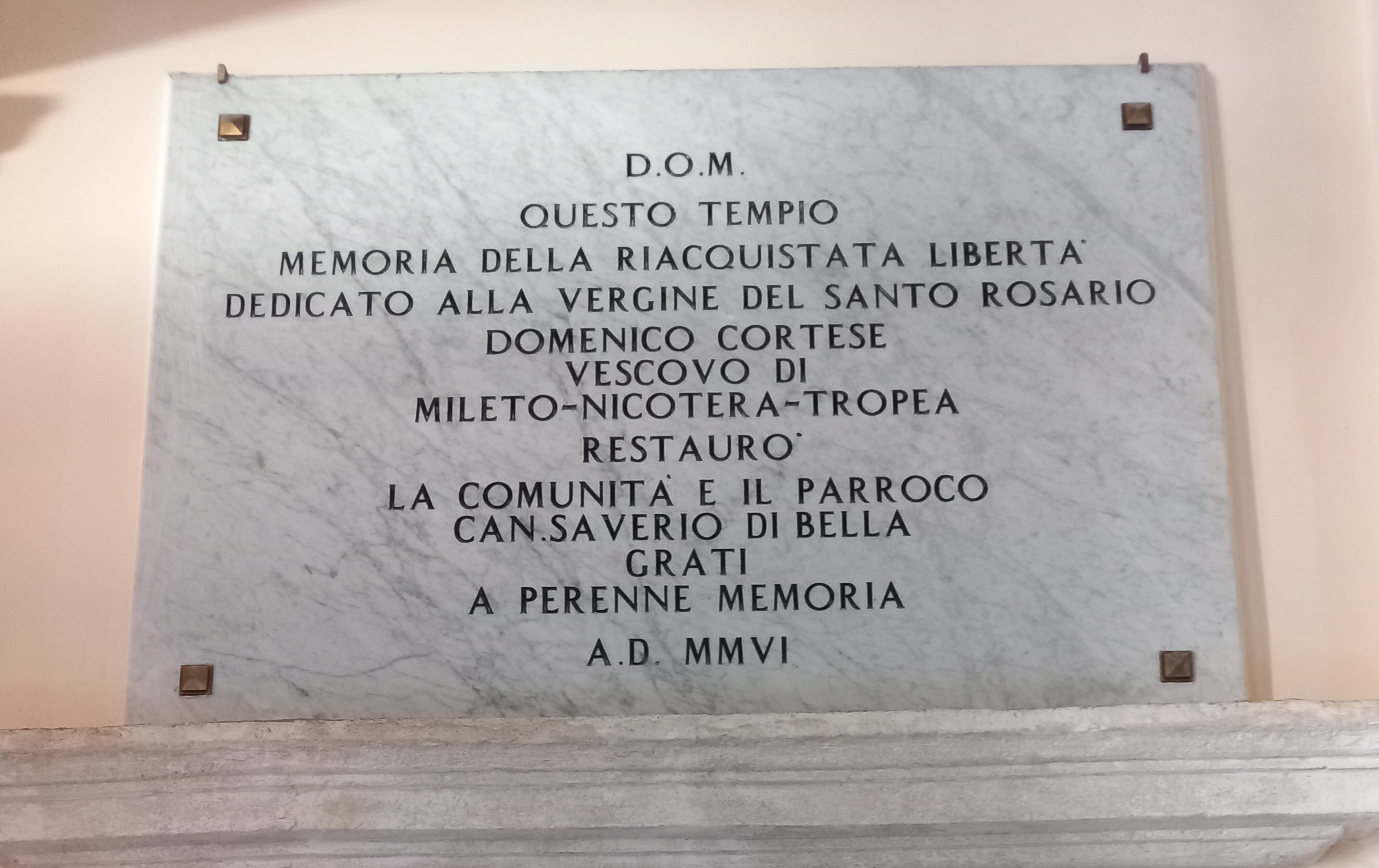
Lapide in memoria del vescovo Domenico Cortese a Tropea

Il 13 maggio 1987, su ispirazione di Natuzza e con l’assenso del Vescovo di Mileto-Nicotera-Tropea, Mons. Domenico Cortese viene costituita l’Associazione denominata Cuore Immacolato di Maria Rifugio delle Anime, che successivamente divenne Fondazione di religione e di culto, nonché anche luogo di sepoltura della mistica, approvata con decreto dal Vescovo, civilmente riconosciuta dal Ministero dell’Interno. A luglio del 2019 il vescovo diocesano ha sciolto la Fondazione voluta dalla mistica di Paravati. La fondazione ha subito chiesto formalmente la revoca, motivando la richiesta e facendo presente al presule alcuni accorgimenti. Lo scioglimento della fondazione è poi durato pochissimo, è intervenuto il Cardinale Beniamino Stella, mentre Papa Francesco e il Cardinale Angelo Comastri hanno incontrato il figlio di Natuzza Antonio Nicolace. Infine il Vescovo Francesco Oliva ha approvato nuovamente lo statuto.
La fondazione è stata coinvolta in diverse iniziative che hanno riguardato la mistica di Paravati. Nel 2015 in Sila è stata intitolata una piazza “Mamma Natuzza”, su richiesta dell’Amministrazione comunale di Taverna. L’inaugurazione della piazza intitolata a Natuzza è stata preceduta dalla Santa Messa officiata da don Pasquale Barone, presidente della Fondazione Cuore Immacolato di Maria Rifugio delle Anime che ha sede a Paravati di Mileto. Nel 2021, all’interno della piazza Mamma Natuzza in Sila, è stato installato un busto raffigurante Natuzza e l’anno dopo a Villaggio Mancuso, le è stato dedicato un murales. Il 2022 è l’anno in cui è stata aperta al culto la Chiesa di Natuzza consacrata dal Vescovo Attilio Nostro che, come affermava la mistica, era voluta dalla Madonna.

### Testamento spirituale
L'11 febbraio 1998 Natuzza ha dettato a padre Michele Cordiano il suo testamento spirituale.  Da allora questo documento semplice e diretto nei contenuti è considerato uno dei punti centrali dell’opera di Natuzza. All’interno di questo suo testamento, Natuzza che non sapeva leggere e scrivere, afferma di essere stata ispirata dalla Madonna. 
Il Vescovo Luigi Renzo si oppose all’inserimento del testamento nello statuto della fondazione, ne conseguì uno scontro tra la fondazione e quest’ultimo.

## Controversie

### Il parere negativo di padre Gemelli
Il 18 febbraio 1940, il vescovo di Mileto Paolo Albera inviò a padre Agostino Gemelli una fitta documentazione riguardante il caso dell'allora diciassettenne Natuzza. Secondo padre Gemelli si trattava di una personalità affetta da sindrome isterica. Il padre ha poi esortato i sacerdoti e i parrocchiani del luogo a disinteressarsi del caso al fine di "sminuire la portata e favorire anche così la guarigione della ragazza". Di lì a poco, su interessamento delle autorità ecclesiastiche e dei medici, che cercavano di capire i fenomeni manifestati dalla giovane, Natuzza fu ricoverata con il suo consenso in un ospedale psichiatrico di Reggio Calabria, ma dopo due mesi fu dichiarata perfettamente sana e fu dimessa.

### L'analisi del CICAP
Il CICAP si è occupato di Natuzza con un tentativo di analisi psicologica preliminare, stilando un dossier. Il CICAP conclude la propria analisi, affermando: “Non si vuol discutere della buona o cattiva fede della signora Natuzza, sebbene in un discorso scientifico nulla dovrebbe essere trascurato, ma in assenza di un contatto diretto non è corretto esprimere giudizi". In seguito, l'autore di questo studio, lo psicologo Armando De Vincentiis, effettuò un esperimento sulla compatibilità delle tracce ematiche. Ciò che emerse fu che esse non sono compatibili con un trasudo bensì, sia per forma sia per consistenza, con una traccia lasciata da un pennino intinto in un liquido. Per una migliore comprensione, tuttavia - concluse lo sperimentatore - sarebbero comunque utili ulteriori verifiche più approfondite.

### La scomparsa di Elisa Claps
Il 12 settembre 1993 scompariva da Potenza la studentessa sedicenne Elisa Claps. Il fratello Gildo, nel suo libro Per Elisa. Il caso Elisa Claps, scritto insieme alla giornalista conduttrice di Chi l'ha visto? Federica Sciarelli, racconta che la madre Filomena Iemma contattò Natuzza al fine di approfondire il caso della sparizione della ragazza. Natuzza riferì che "non vedeva Elisa tra i defunti e quindi doveva essere viva, presto avrebbe avuto un segnale che avrebbe chiarito tutto". Il 17 marzo 2010 il corpo di Elisa veniva rinvenuto nel sottotetto della Chiesa della SS. Trinità di Potenza. Le successive indagini stabilirono che era stata assassinata da Danilo Restivo il giorno della scomparsa.

### I rapporti coi media
Natuzza venne intervistata nella trasmissione televisiva di Michele Santoro Samarcanda e a causa delle osservazioni che le furono riservate dai collaboratori del giornalista, si offese chiedendo maggiore rispetto. Il 24 settembre 2009, poche settimane prima che Natuzza morisse, Danilo Chirico e Antonello Mangano pubblicarono sulla rivista MicroMega un articolo, fortemente critico, in cui veniva stilata un'analisi socio-culturale intorno al "fenomeno Natuzza". Nel 2010 Luciano Regolo, allora direttore di Famiglia Cristiana, pubblica la prima biografia completa e riconosciuta di Natuzza, che diviene un best seller. In seguito numerosi media cattolici hanno descritto Natuzza come una persona ispirata da Dio.

## Opere
- Colloqui spirituali, Paravati, Fondazione Cuore immacolato di Maria rifugio delle anime, 2005, OCLC 954931228.